# Ekskubitorji
Ekskubitorji ali ekskubiti (latinsko excubitores ali excubiti, dobesedno tisti, ki ne spijo, se pravi stražarji, grško ἐξκουβίτορες [ekskubítores] ali ἐξκούβιτοι [ekskúbitoi]) so bili ustanovljeni okoli leta 460 kot telesna straža bizantinskih cesarjev.  Njihovi poveljniki so kmalu dosegli velik vpliv in dali v 6. stoletju  več cesarjev. V poznem 7. stoletju so  izginili iz uradnih dokumentov, sredi 8. stoletja pa so se ponovno pojavili kot  elitna vojaška  enota (tagma), ki je tvorila profesionalno jedro bizantinske  armade. Ekskubitorji so bili zadnjič omenjeni leta 1081. 

## Zgodovina
Ekskubitorje je ustanovil cesar Leon I. (vladal 457-474) okoli leta 460. Enota je štela tristo mož, ki so jih zaradi Leonove želje,  da bi v bizantinski vojski zmanjšal vpliv Gotov in njihovega magistra militum Asparja,  pogosto novačili med  žilavimi in bojevitimi Izavrijci. Za razliko od starejših palačnih  gardistov  iz  Palatinske šole, ki so bili pod nadzorom magistra  officiorum in so se  sčasoma sprevrgli v paradne enote, so ekskubitorji ostali elitna bojna enota.  Ekskubitorji so bili za razliko od palatincev nastanjeni v cesarski palači in ne v Trakiji in Bitiniji, in so bili v 6. stoletju tako rekoč edina konstantinopelska vojaška enota.  Na njihov visok status kaže tudi dejstvo, da so cesarji njihove  častnike  in vojake pogosto pošiljali na različne, tudi diplomatske  misije.
Ekskubitorjem je poveljeval  komes ekskubitorjev  (comes excubitorum, κόμης τῶν ἐξκουβίτων/ἐξκουβιτόρων  [komēs tōn exkoubitōn/exkoubitorōn]), ki je zaradi stalnega stika s cesarjem postal v 6. In 7. stoletju zelo pomembna osebnost. Njegov položaj so običajno zasedali člani ožje cesarjeve družine, pogosto tudi njihovi nasledniki. S podporo ekskubitorjev je po smrti Anastazija  I. leta 518 na prestol prišel njihov komes Justin I., ki je vladal do leta 527. Na podoben način je prišel na prestol tudi Justin II. (vladal 565–578).  Komes Tiberij je bil dober Justinov prijatelj in je prišel na ta položaj ravno z njegovim posredovanjem. Tiberij je bil celo vladavino njegova desna roka in ga nazadnje celo nasledil kot Tiberij II. (vladal 578-582) Nasledil ga je   njegov comes excubitorum Mavricij (vladal 582-602). Med njegovo vladavino je bil na položaju komita ekskubitorjev  cesarjev svak  Filipik, med Fokasovo vladavino (vladal 602–610) pa Prisk. Vpliven komes je bil tudi general in uzurpator Valentin, ki je prišel na položaj med boji za oblast med regentstvom cesarice-vdove Martine leta 641. Valentin je odstavil cesarico in njenega sina Heraklona in na cesarski  položaj postavil Konstansa II. (vladal 641–668). Valentin je imel pod novim cesarjem dominanten položaj, njegov poskus, da bi strmoglavil cesarja, pa se je leta 644 končal z  Valentinovim linčem. Moč, ki jo je prinesel položaj, in Priskove in Valentinove spletke so spodkopale ugled komesa in povzročile propad ekskubitorjev v drugi polovici 7. stoletja.
Proti koncu 7. stoletja so ekskubitorji izginili iz zgodovinskih virov in se ponovno pojavili v prvi polovici 8. stoletja kot  ena od cesarskih tagm, elitnih profesionalnih vojaških enot, ki jih je ustanovil cesar Konstantin V. (vladal 741–775). Tagme so bile ustanovljene tudi kot protiutež tematskim armadam in odlično orodje za uveljavljanje Konstantinove ikonoklastične politike. Tagma ekskubitorjev ni bila več cesarska osebna straža, ampak enota, ki je aktivno sodelovala v vojaških spopadih. Poveljeval ji je domestik ekskubitorjev. Prvi domestik je bil verjetno Strategios Podopaguros, eden od vodij propadle zarote proti Konstantinu V. leta 766. Po odkritju zarote so ga usmrtili.
Ekskubitorji so po dolgoletnem služenju cesarju Konstantinu V. in njegovemu sinu Leonu IV. Hazarju (vladal  775-780) postali odločni privrženci ikonoklazma in zato nasprotniki ikonodulske cesarice-regentke Irene Atenske. Njihov domestik jo je manj kot dva meseca po Konstantinovi smrti poskušal odstaviti in na njeno mesto imenovati Konstantinovega mlajšega sina Nikeforja, vendar mu to ni uspelo. Irena je zaradi njihovega upiranja ponovni uvedbi čaščenja ikon leta  786 na silo razorožila in izgnala približno 1500 tagmatskih vojakov.
Domestik je bil sprva  presenetljivo nizek dvorni položaj, vendar se je postopoma okrepil. V Taktikonu Uspenskega, napisanem okoli leta 842, je bil domestik ekskubitorjev na nižjem položaju kot vsi tematski poveljniki  (stratēgoi), v Kletorologiju iz leta 899 pa so bili že više od strategov evropskih tem in celo od konstantinopelskega eparha (prefekta). Istočasno se je okrepil tudi njihov dvorni položaj in se dvignil na raven protospatarija in celo patricija.
Ekskubitorji so sodelovali v katastrofalni bitki pri Pliski leta 811, v kateri je  bolgarski car Krum popolnoma uničil  bizantinsko vojsko.  Domestik ekskubitorjev  je v bitki padel. Padli so tudi drugi bizantinski generali in cesar Nikefor I. (vladal 802-811).
Najpomembnejši domestik ekskubitorjev je bil Mihael II. (vladal 820-829), katerega  pristaši so strmoglavili cesarja Leona V.  (vladal 813–820) in Mihaela  razglasili za cesarja. V drugi polovici 10. stoletja, verjetno med vladavino Romana II. (vladal 959–963), je bila tagma ekskubitorjev razdeljena na dve enoti, eno za Zahod in drugo za Vzhod, katerima sta poveljevala domestika.
Kot večina tagmat tudi regiment ekskubitorjev ni preživel velikih prevratov v poznem 11. stoletju, vdorov tujcev in stalnih državljanskih vojn, ki so uničile večino bizantinske armade. Ekskubitorji so zadnjič omenjeni v Aleksijadi Ane Komnene. Po njenem pisanju so pod poveljstvom Konstantina Oposa sodelovali v bitki proti Normanom pri Draču leta 1981.

## Organizacija
Notranja organizacija izvirnega polka ekskubitorjev ni znana. Znano je, da je bil konjeniška enota in da so imeli častnike, ki so se imenovali scribones. Zgodovinar  Warren Treadgold domneva, do so imeli podobno vlogo kot dekurijoni rednih konjeniških enot, ki so poveljevali enotam 30 mož.
Ko so se ekskubitorji v 8. stoletju ponovno pojavili kot samostojna tagma – pešadijski polk, so bili  organizirani enako kot druge tagme, vendar z nekaj posebnostmi. Domestik je imel pomočnika topotereta (τοποτηρητής [topoterétes], pribočnik) in hartularija (χαρτουλάριος [hartulários], tajnik, pisar). Polk je bil razdeljen na najmanj osemnajst band (βάνδον [bándon]), katerim so poveljevali askriboni (σκρίβων [askríbon]). Bande so bile razdeljene na manjše enote pod poveljstvom drakonarijev (δρακονάριος [drakonários], iz poznorimskega draconarius). Imele so tri razrede zastavonoš, ki so opravljali naloge podčastnikov: skevoforoje (σκευοφόροι [skevofóroi],  praporščak), signoforoje (σιγνοφόροι [signofóroi], nosilec signuma) in sinatorje  (σινάτορες [sinátores], iz poznorimskega senator). Imeli so tudi kurirje (μανδάτορες [mandatores]), katerim je poveljeval prōtomandatōr. Nekateri med njimi so se imenovali tudi legati  (λεγατάριοι [legatároi]).
Velikosti tagme ekskubitorjev in njenih podenot ni mogoče natančno določiti.  Iz seznamov častnikov in zapisov arabskih geografov Ibn Khurdādhbaha in Qudāmaha so zgodovinarji ocenili, da je štela približno 4.000 mož. Velikost tagem sholarjev in ekskubitorjev se je z delitvijo polkov sredi 10. stoletja povečala na 6.000 mož. Nekateri zgodovinarji, med katerimi ja najbolj znan John Haldon, so velikost tagem revidirali in jo ocenili na 1.000 mož.  Tagmi sholarjev  in ekskubitorjev sta bili razpršeni po garnizijah po celem cesarstvu, da bi se zmanjšala njihova moč in verjetnost, da bi ju uporabili v državnem udaru.